# Leura
Leura, lava en llengua aborigen, és un poble que pertany a la regió de les Blue Mountains, a l'oest de Nova Gal·les del Sud (NSW), Austràlia. Forma part d'un conjunt de petits pobles situats al llarg de la línia de tren de les Blue Mountains i de l'autopista Great Western que divideix el Parc Nacional de les Blue Mountains. Es troba a uns 100 km de Sydney per carretera i a 2 hores en tren. Leura delimita per l'oest amb Katoomba, el nucli més gran de la part més elevada de les muntanyes.

## Descripció
Leura té una població aproximada de 4.400 habitants. Se situa a 985 m sobre el nivell del mar i, per aquest motiu, hi pot nevar ocasionalment a l'hivern i el clima ens permet distingir clarament les quatre estacions.
El carrer principal del poble, el Leura Mall, es divideix en dos per una filera de cirerers. Qualsevol pot endinsar-se en un ambient pintoresc envoltat de botigues de moda, antiquaris, galeries d'art i llibreries, sense deixar passar l'oportunitat d'asseure's tranquil·lament en els restaurants, cafeteries i salons de te. Des de sempre s'ha intentat preservar l'estil antic del poble i, per això, quan va sorgir la idea de construir un nou complex comercial, els habitants van presentar queixes en relació amb el seu estil arquitectònic. Després de diverses consultes a la població, es va decidir redissenyar-lo completament d'acord amb l'estil de Leura Mall.

## Punts d'interès
Un dels edificis més emblemàtics és l'antiga oficina de correus, que actualment alberga una agència de premsa. Un altre dels atractius d'aquest poble és l'Hotel Alexandra, on es pot gaudir de les vistes panoràmiques de les Blue Mountains des de la terrassa posterior. A més, Leura es caracteritza pels jardins d'estil anglès, oberts al públic a principis d'octubre.

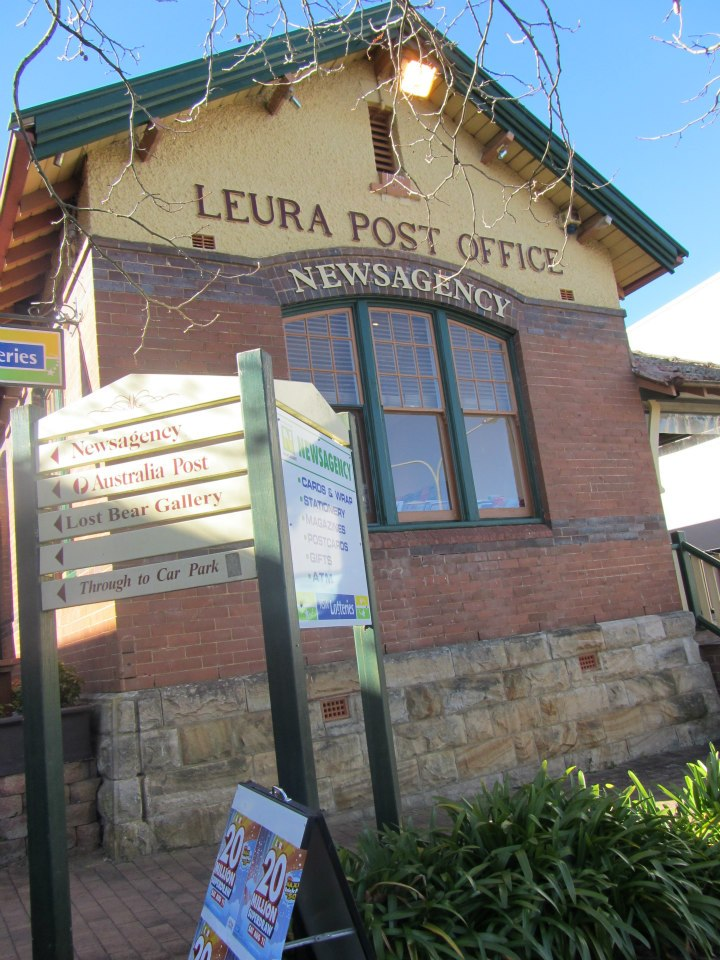
L'edifici emblemàtic de l'oficina de correus de Leura

El jardins més importants són els Everglades Gardens, que inclouen la casa d'estil Streamline de l'industrial Henry Van de Velde i 5 ha de jardins dissenyats per l'arquitecte danès Paul Sorensen. Actualment, la casa l'administra National Trust, una ONG creada per promoure i conservar el patrimoni indígena, natural i històric d'Austràlia.
Una de les cases que més destaca és Leuralla, l'antic habitatge de C.R. Evatt, parlamentari de Nova Gal·les del Sud. El seu germà, H. V. Evatt, va ser el líder del Partit Laborista Australià i president de l'Assemblea General de les Nacions Unides. La propietat encara pertany a la família i actualment alberga el Museu ferroviari i de les joguines de NSW.

## Activitats
Leura posseeix un gran patrimoni natural del qual es pot gaudir des dels diferents miradors del poble, com el Echo Point i el Sublime Point. Aquest últim ofereix unes vistes panoràmiques de Jamison Valley i de les Cascades de Leura, que estan envoltades d'un bosc d'eucaliptus i altres espècies típiques australianes originàries de l'era Gondwana.
Hi ha una sèrie d'itineraris dissenyats per recórrer els atractius naturals més interessants:
- Ruta per les Blue Mountains: aquest itinerari comença a l'estació de Katoomba i inclou les principals atraccions de Katoomba i Leura, com per exemple la formació rocosa Tres Germanes, el telefèric Skyway, el canal Pool Siloam i les Cascades Linda. Es tracta d'una àrea molt popular per practicar senderisme i fer fotografies del paisatge.
- Ruta per Leura: aquest itinerari comença a l'Hotel Alenxandra, visita les bodegues del poble i finalitza al monument dedicat al pastor presbiterià R. A. Redmond,[6] el Redmond Memorial, situat a Leura Mall. Aquest passeig ofereix vistes a cases, edificis i esglésies que formen part de la història arquitectònica de Leura.

## Festivitats
El poble de Leura també és conegut com a ‘The Garden Village' (‘el poble dels jardins'). Cada octubre hi té lloc el Leura Gardens Festival, un acte benèfic que consisteix a obrir el jardins privats al públic per recaptar diners destinats al Blue Mountains District Anzac Memorial Hospital de Katoomba.
Aproximadament durant les mateixes dates, també se celebra el popular Leura Village Fair, un mercat pels carrers del poble, on es venen tota mena de productes i actuen diferents artistes. Són coneguts també el festival de circ Cirquinox i el festival de teatre Leura Shakespeare Festival, que tenen lloc al teatre exterior dels Everglades Gardens.

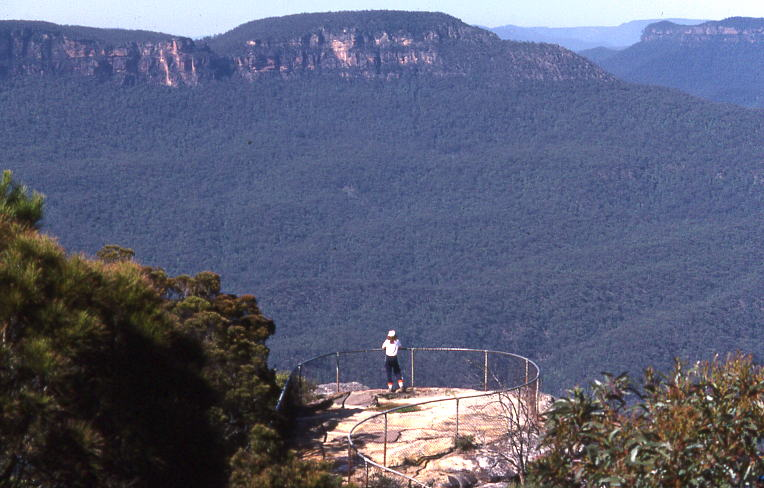
Vistes des del mirador de Sublime Point
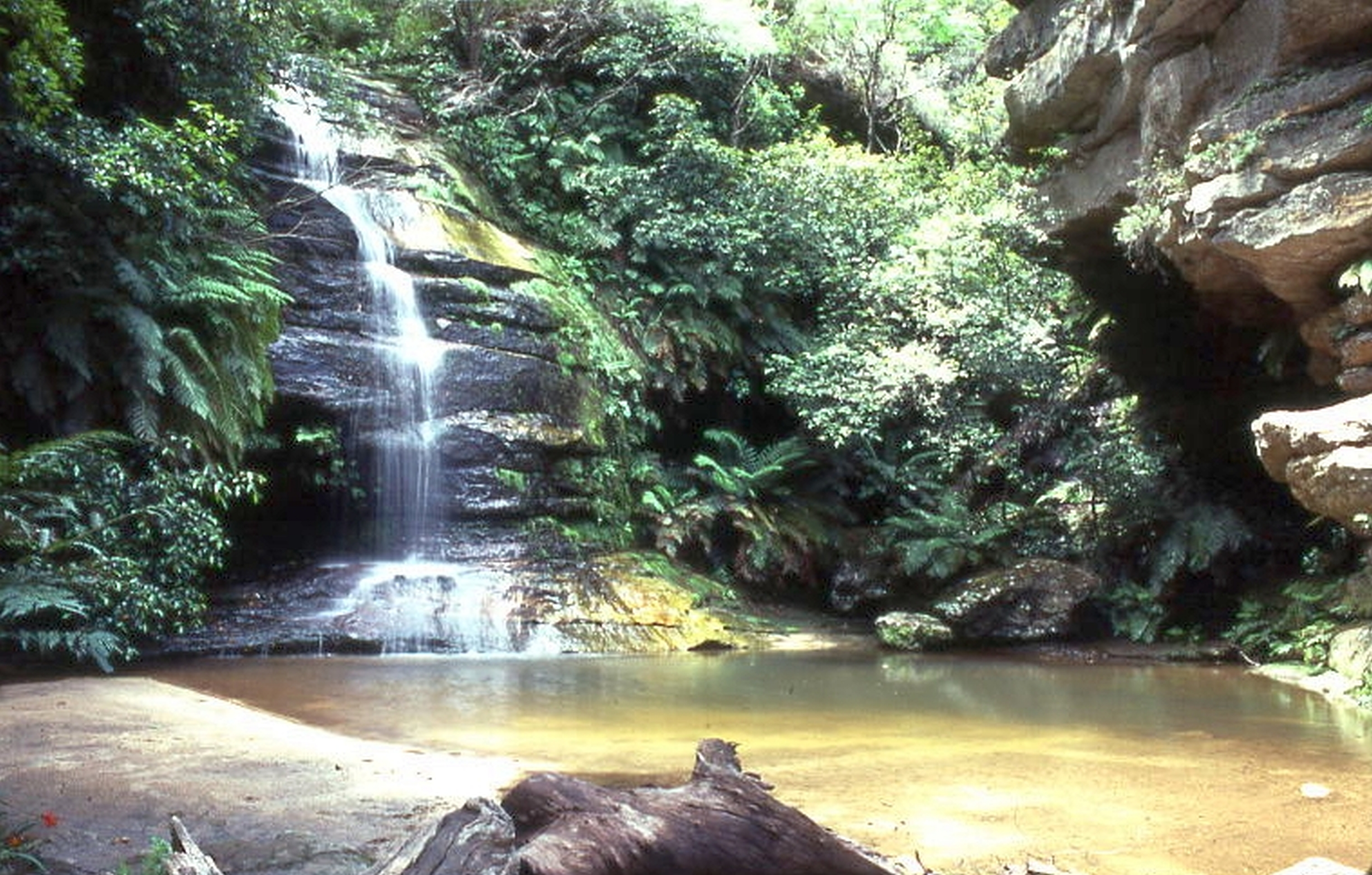
Canal Pool of Siloam, Leura
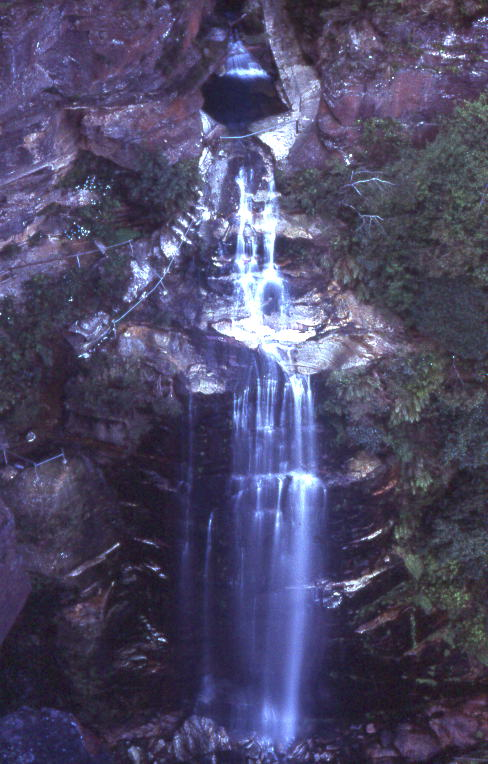
Cascades de Leura
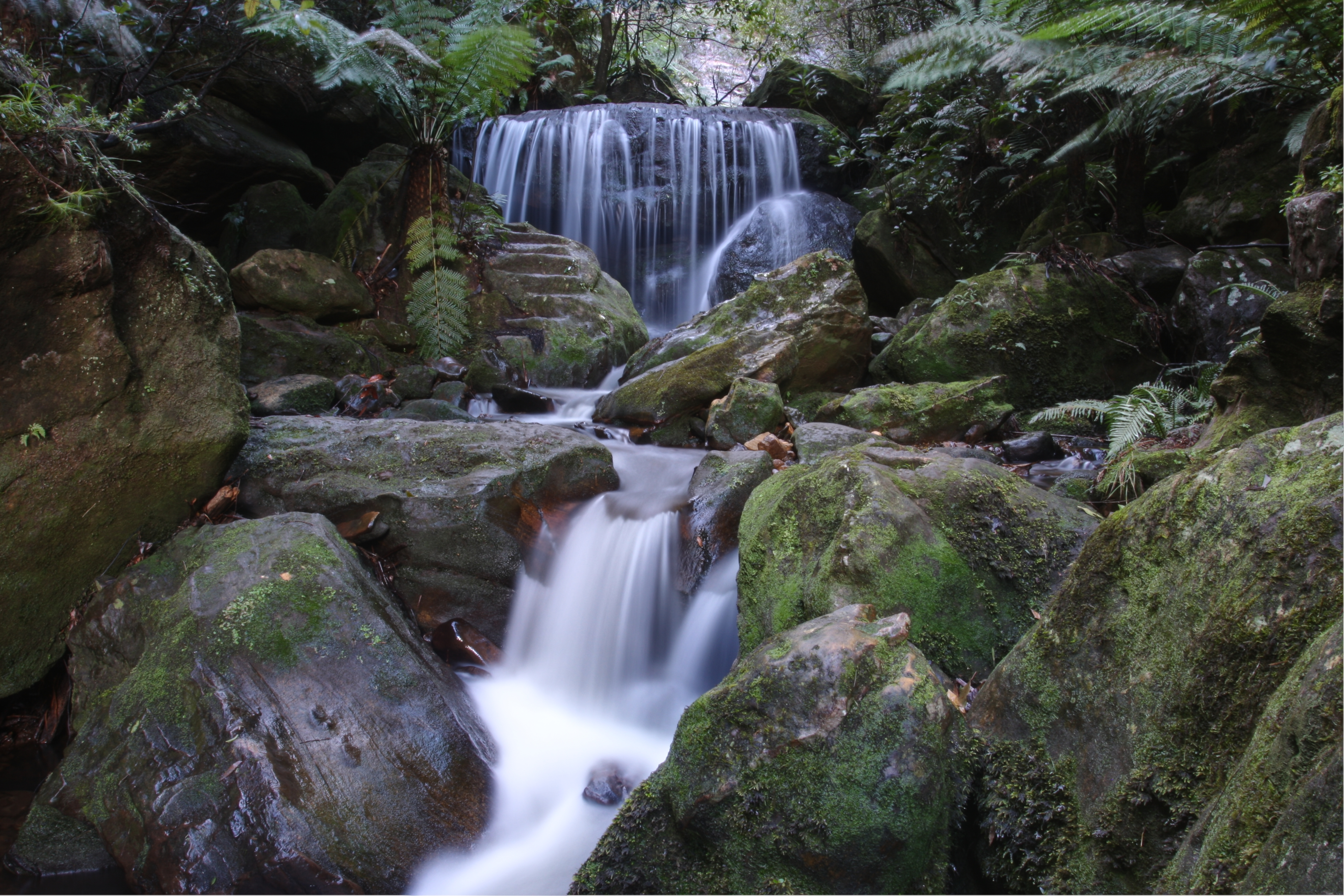
Petit salt d'aigua a Leura